# Лаци (язык)
Лаци (Ac’ye, Acye, Chashan, Chashanhua, Lachikwaw, Lacid, Lacik, Laji, Laqi, Lashi, Lashi-Maru, Lasi, Lechi, Leqi, Leshi, Letsi) — бирманский язык, на котором говорит народ лаши, проживающий на территории восточной границы штата Качин в Мьянме, а также в округах Жуйли, Инцзян, Лунчуань, Люси Дэхун-Дай-Качинского автономного округа провинции Юньнань в Китае.

## Распределение
В Китае говорящие на лаци проживают в городах Жуйли, Ман (бывший округ Люси), в округах Инцзянь и Лунчуань на западе провинции Юньнань. Большинство лаши проживает в городе Ман, который включает в себя следующие поселения:
- Дуншань 东山乡
- Манхай 芒海镇
- Саньтай 三台乡 (деревни Гунлинь 拱岭寨 и Манган 芒岗寨)
- Чжуншань 中山乡